# جبسيت
الجبسيت هو شكل معدني من هيدروكسيد الألومنيوم Al(OH)3، ويرمز له غالباً γ-Al(OH)3. يسمى المعدن أحياناً باسم هيدرارجيليت hydrargillite.
يعد الجبسيت من أهم مكونات خامة الألومنيوم، والتي تكون على شكل بوكسيت، حيث أنه أحد ثلاثة أطوار في تركيبه.
تتبع بنية الجبسيت بنية من نمط نظام بلوري أحادي الميل، وقد تكون البلورات صغيرة أو لوحية أو يمكن أن تبدي خاصية التوأمة بحيث تبدو على شكل بلورات زائفة سداسية الأضلاع قد يصل طولها إلى 3 سنتيمتر.
تتراوح قساوة الجبسيت بين 2.5 إلى 3.5 حسب مقياس موس للصلادة، وبذلك فهو يصنف من المعادن الهشة إلى متوسطة الصلادة بشكل يشبه صلادة الكالسيت (3).

## اقرأ أيضاً
- بوكسيت
- هيدروكسيد الألومنيوم